# Kőbánya

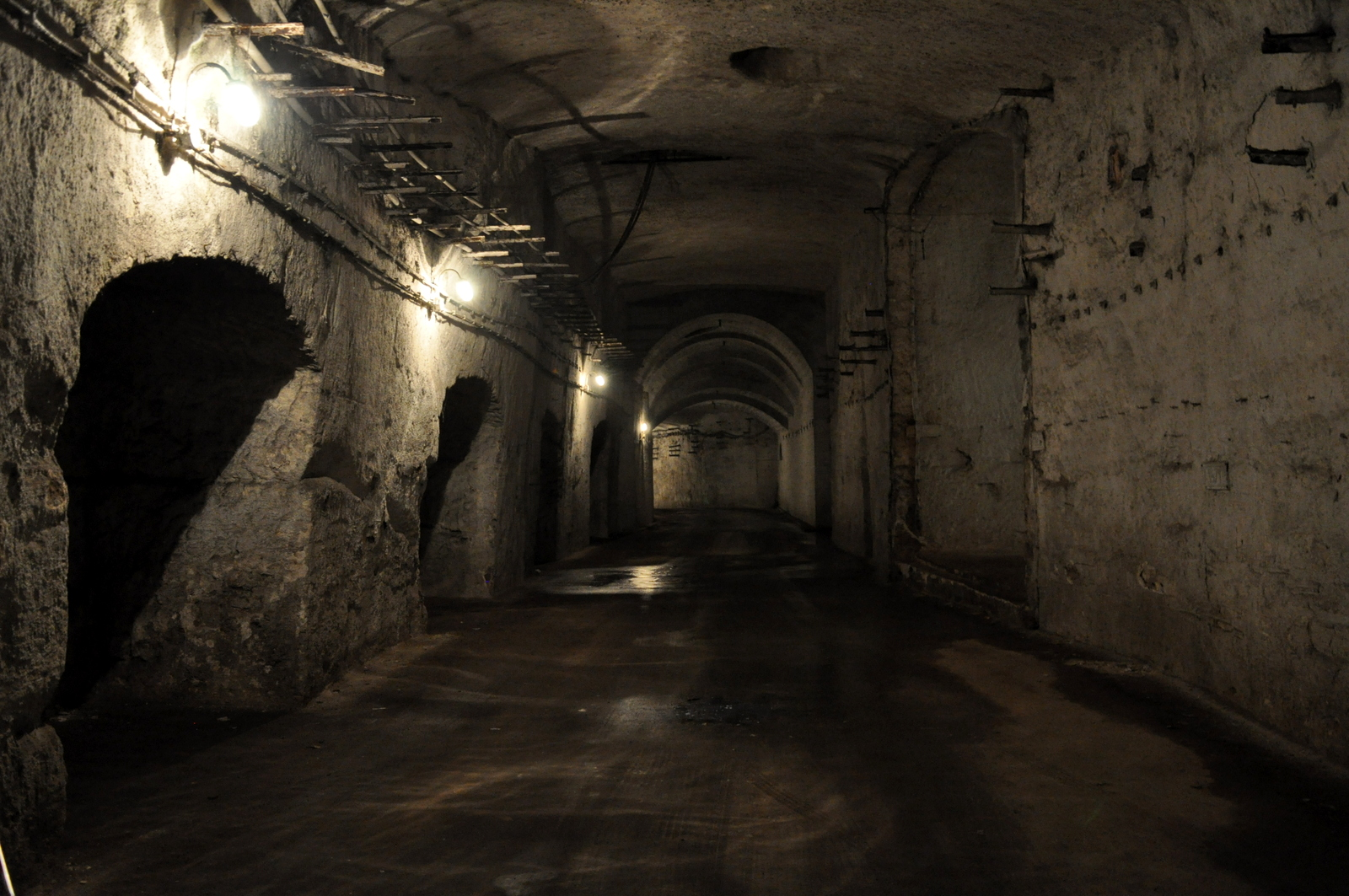
Il rione porta il nome Kőbánya a causa di queste cave

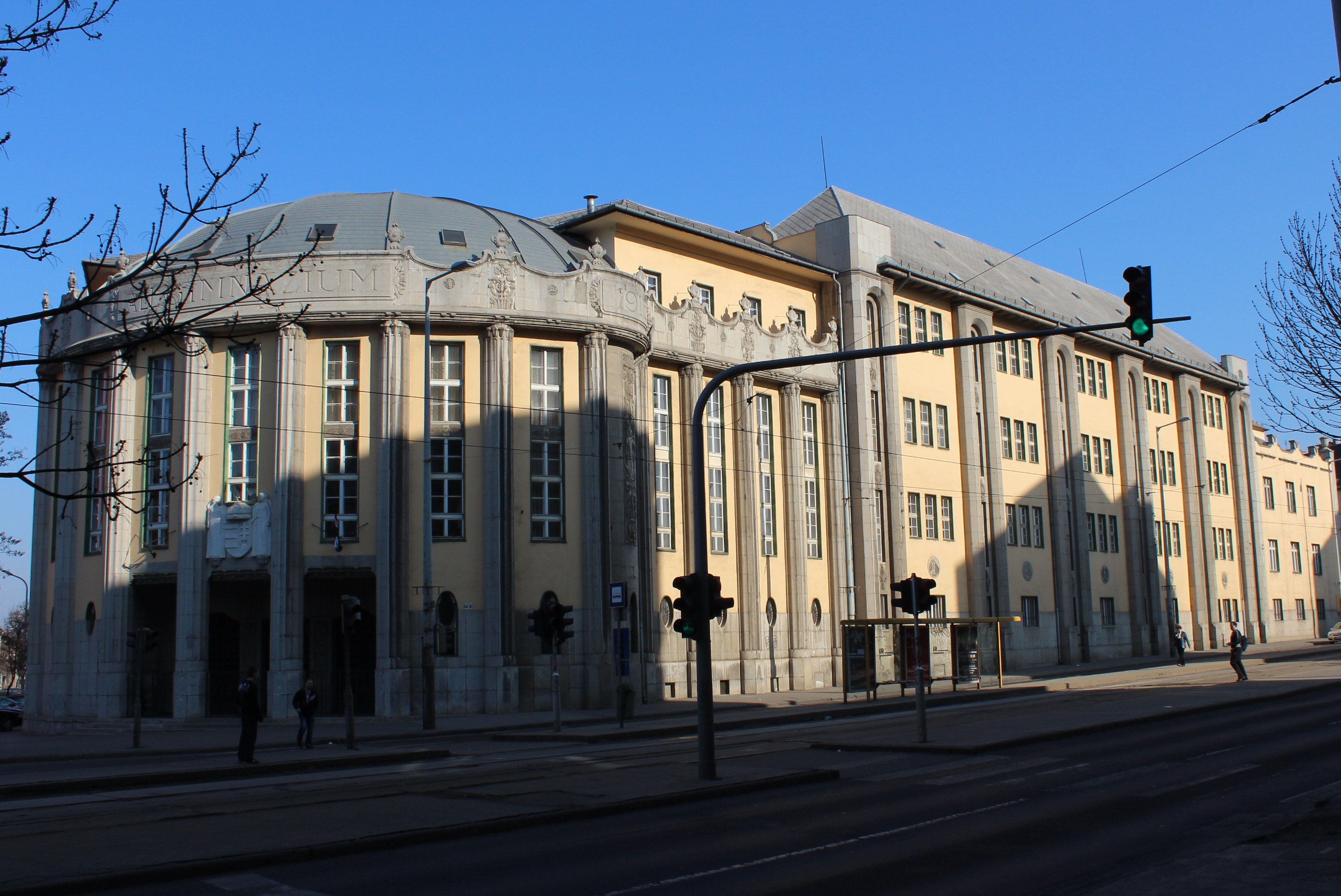
Il Liceo San Ladislao (Szent László Gimnázium)

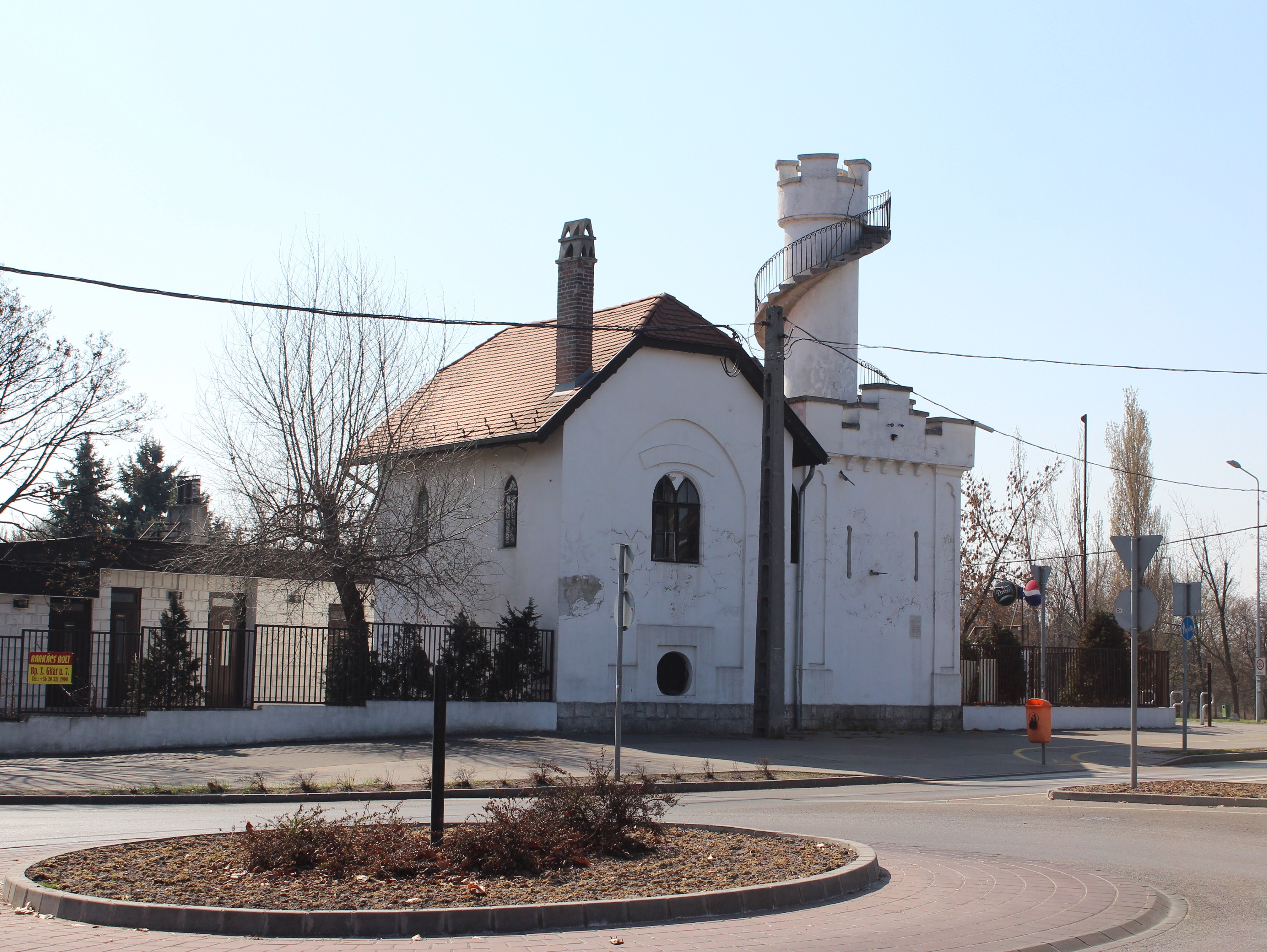
La Csősztorony sullÓhegy

Kőbánya (in tedesco: Steinbruch, in italiano significa "cava di pietra"), o distretto X (in ungherese X kerülete), è un distretto di Budapest ed è il 9° più grande sia per territorio sia per popolazione. Si trova nel sud-est di Pest, facilmente raggiungibile dal centro della città con la metropolitana 2, il cui capolinea è chiamato Örs vezér tere, e anche con la metropolitana 3, il cui capolinea è chiamato Kőbánya-Kispest.
La zona ha una forte tradizione industriale ed ha subito una battuta d'arresto dopo il crollo del socialismo nel 1989-90. Oggi, il quartiere si è riconvertito in un luogo per le classi medie. Grazie alle sue grandi dimensioni, ci sono diverse aree diverse all'interno di Kőbánya, ciascuna con una propria architettura.

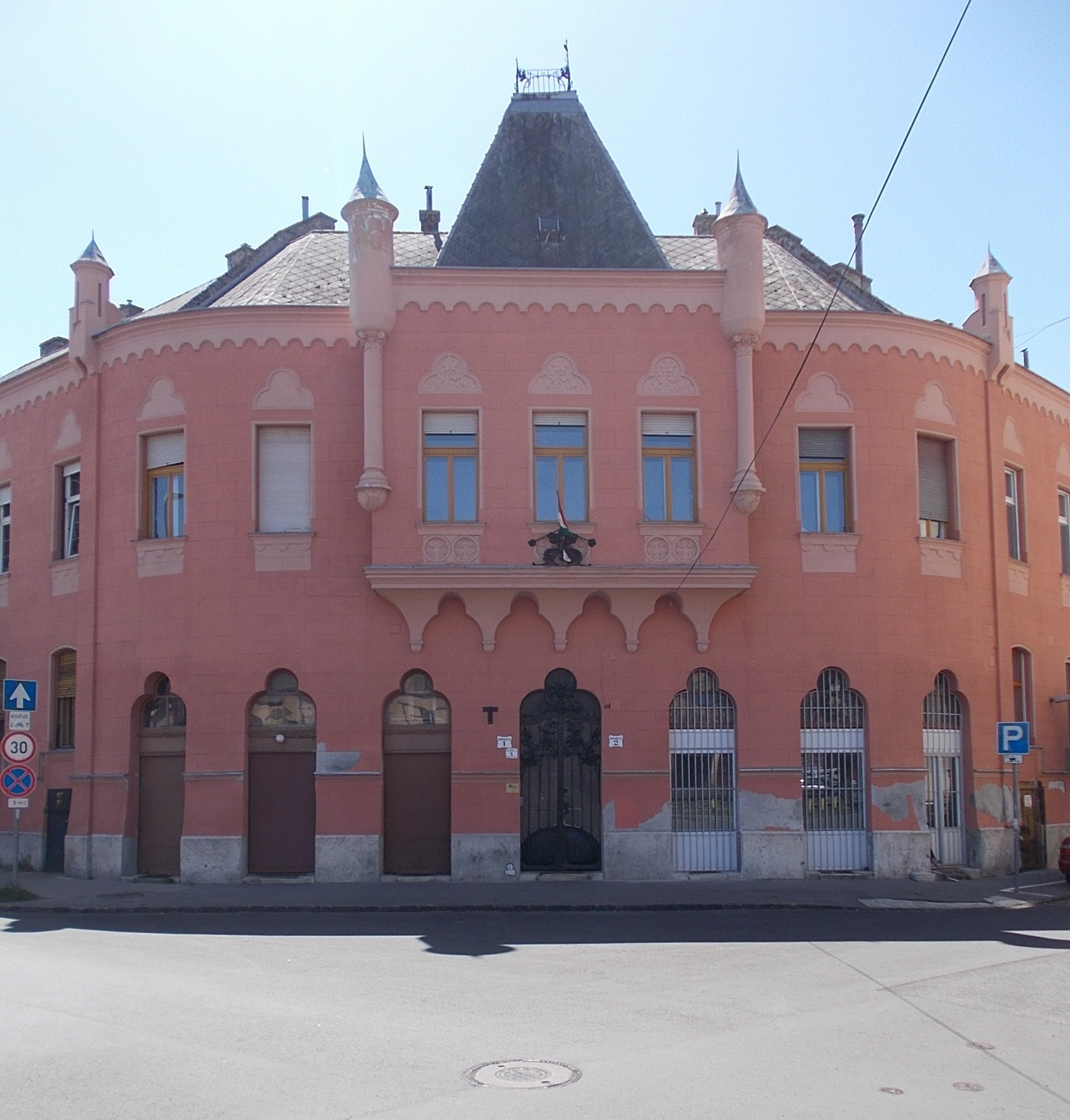
Gergely utca 1, Óhegy

## Storia
Il territorio di Kőbánya è molto favorevole, per questo si poteva sviluppare l'industria mineraria, soprattutto l'estrazione del calcare. Molti edifici importanti sono stati fatti dal calcare di Kőbánya, per esempio il ponte delle Catene, la cittadella della collina Gellért, la chiesa di Mattia, il bastione dei Pescatori e anche il Teatro dell'Opera di Budapest. Quest'edifici rappresentano l'architettura del XIX secolo a Budapest.
Però l'estrazione del calcare è finita nel 1890, perché il processo è diventato pericoloso.
Una volta il rione è stato noto anche dai suoi vigneti: in quel periodo l'80% dei vigneti della città di Pest era a Kőbánya. I due centri della monocultura dei viti erano la Collina Vecchia (in ungherese: Ó-hegy, come frazione odierna Óhegy, 148 m) e la Collina Nuova (Új-hegy, la frazione odierna Újhegy), per questo hanno cominciato a costruire la Csősztorony (la torre della guardia campestre) nel 1844. Nei nostri tempi quest'edificio funziona come un ristorante e dalla sua torre si vede un bel panorama.
Nel 1907 hanno fondato il famoso liceo San Ladislao (Szent László Gimnázium) che man mano è diventato una delle scuole migliori della capitale ungherese. Il suo palazzo monumentale è aperto nel 1915 dai progetti di Ödön Lechner in Stile liberty. Qui nel 1986 è nata la sezione bilingue italo-ungherese che ha rapporti stretti con lo stato italiano.
Dal 1873 (l'unificazione di Budapest) al 1950 (la creazione di Grande Budapest) era un distretto periferico, ma dal 1950 il centro geografico della capitale si trova qui, nel parco Csajkovszkij.

## Trasporto pubblico

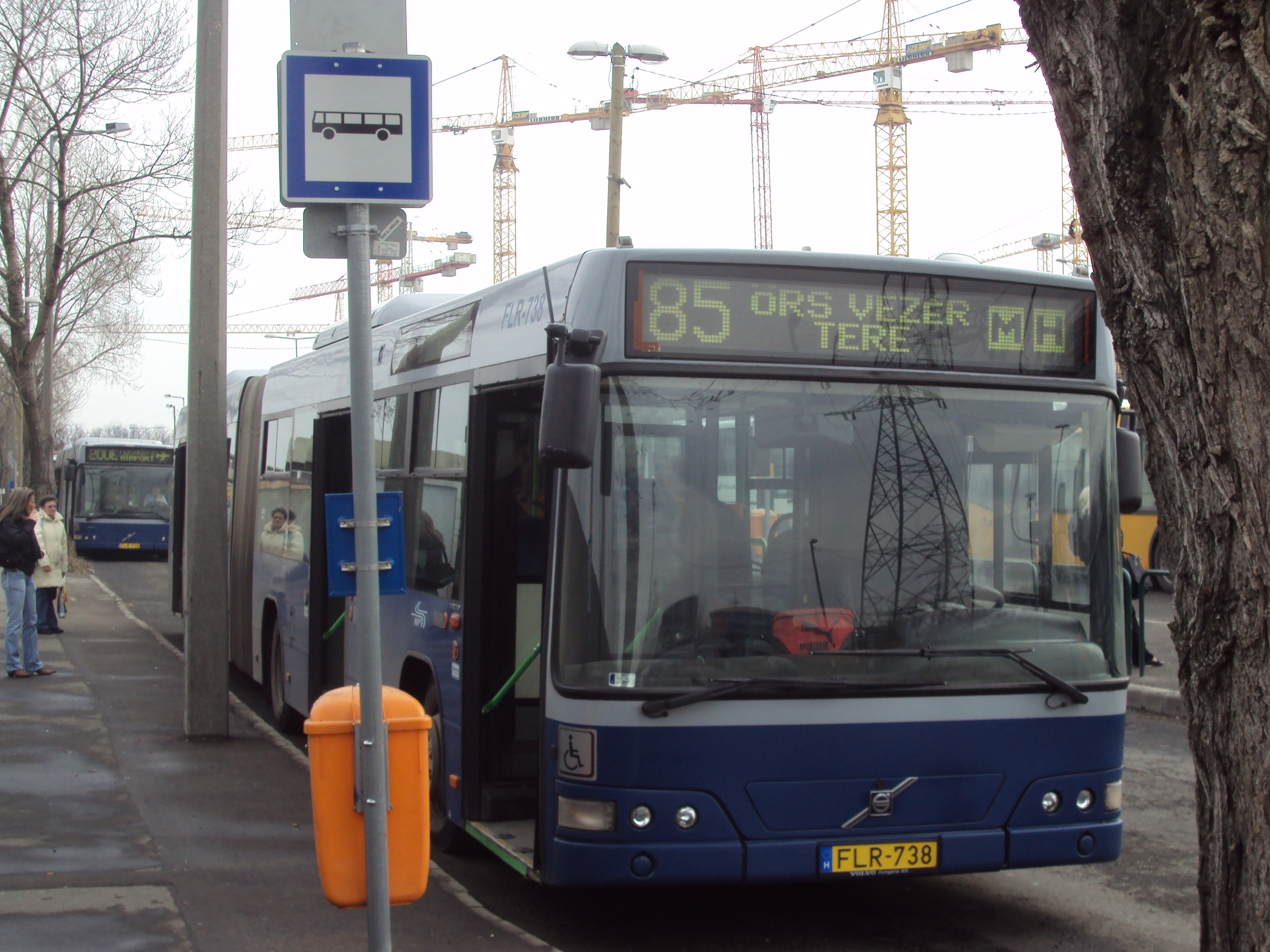
L'autobus 85

Questo rione è facilmente raggiungibile dal centro, perché due linee della metropolitana di Budapest hanno capolinea qui. Nove linee di tram circolano nel rione: 1, 1A, 3, 28, 28A, 37, 37A, 62, 62A. Eccetto la metropolitana ed il tram ci sono tante linee di autobus, i più frequentati sono 9 (Kőbánya alsó, vasútállomás (Liget tér) - Deák Ferenc tér - Óbuda, Bogdáni út) e 85 (Örs vezér tere <-> Kőbánya-Kispest).

## Amministrazione

### Gemellaggi
- Vinkovci, Croazia
- Wolverhampton, Inghilterra